# Сепамаа (природна територія)
Приро́дна терито́рія Се́памаа (ест. Sepamaa loodusala) — природоохоронна територія в Естонії, у волості Ляене-Сааре повіту Сааремаа. Входить до Європейської екологічної мережі Natura 2000.
Загальна площа — 60,6 га.
Природна територія утворена 5 серпня 2004 року.

## Розташування
Поблизу природної території розташовуються населені пункти Кудьяпе, Муратсі та Прааклі.

## Опис
Метою створення об'єкта є збереження 3 типів природних оселищ (Директива 92/43/ЄЕС, Додаток I):
| Код   | Тип оселища                                                                 | Площа, га |
| ----- | --------------------------------------------------------------------------- | --------- |
| 1630* | Бореальні балтійські узбережні луки                                         | 31,0      |
| 7210* | Карбонатні низинні болота з видами Cladium mariscus та Caricion davallianae | 6,8       |
| 7230  | Лужні низинні болота                                                        | 22,4      |